# Projeção de Bottomley

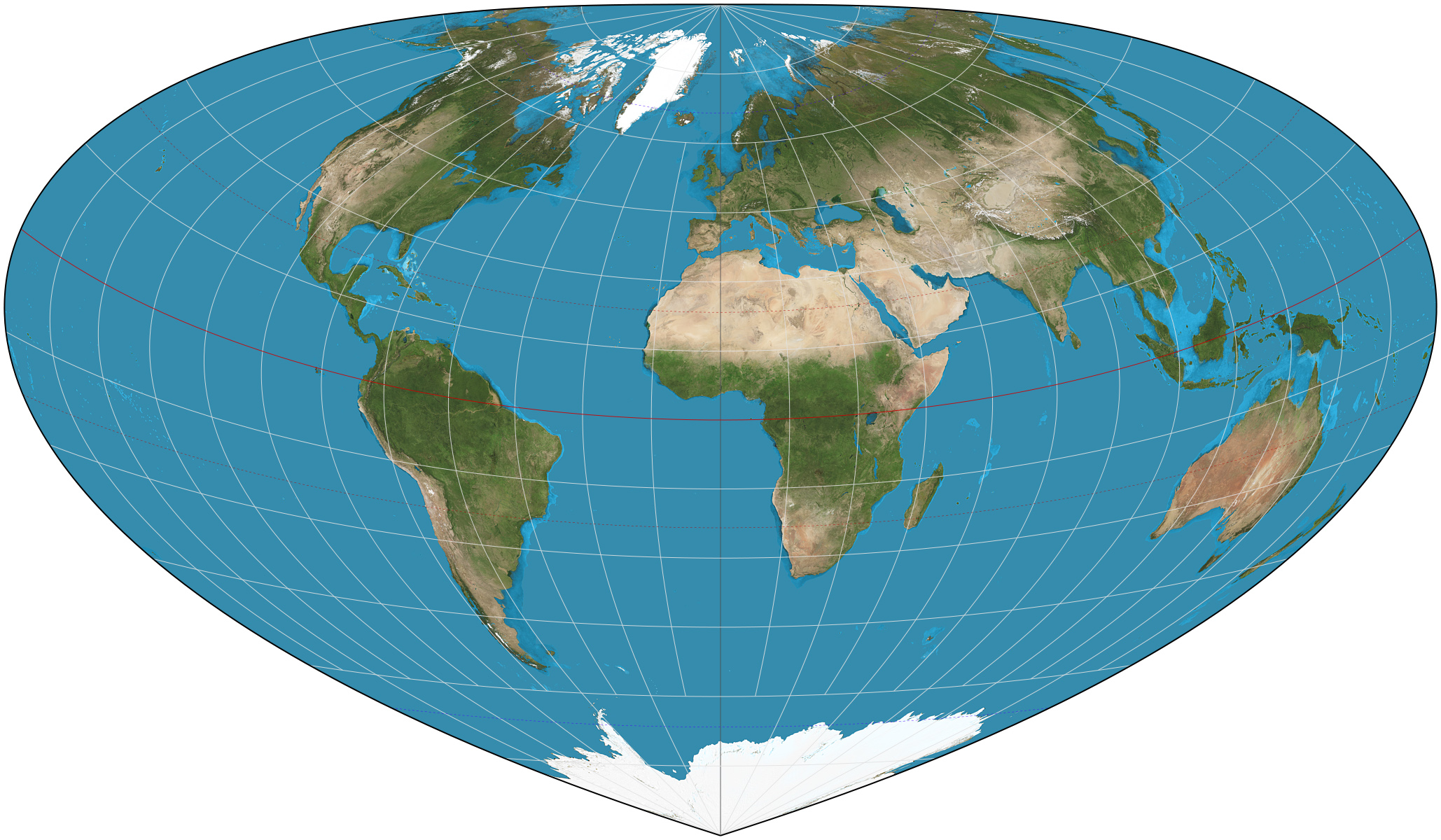
Projeção de Bottomley do mundo com paralela padrão em 30°N.

A projeção em mapa de Bottomley é uma projeção cartográfica de áreas-iguais definida como:
{\displaystyle x={\frac {\rho \sin E}{\sin \phi _{1}}}\,}
{\displaystyle y={\tfrac {\pi }{2}}-\rho \cos E\,}
onde
{\displaystyle \rho ={\tfrac {\pi }{2}}-\phi \,}
{\displaystyle E={\frac {\lambda \sin \phi _{1}\sin \rho }{\rho }}}
e φ é a latitude, λ é a longitude do do meridiano central, e φ1 é dá a paralela padrão da projeção no qual determina este formato, todos em radianos.
Paralelas (isto é, linhas de latitude) são arcos elípticos concêntricos de excentricidade constanteigual a cosseno φ1, centrado no polo norte.  No meridiano central, as formas não são distorcidas, mas noutros lugares eles são. Diferentes projeções podem ser produzidas por alterações nas excentricidades dos arcos, fazendo-os variar entre a projeção sinusoidal e a projeção de Werner.
Foi introduzido por Henry Bottomley como uma alternativa para a projeção de Bonne para reduzir o nível de distorção extrema nas bordas e dar uma forma geral mais satisfatória.